# Заросляк сірощокий
Заросляк сірощокий (Atlapetes seebohmi) — вид горобцеподібних птахів родини Passerellidae. Мешкає в Еквадорі і Перу. Вид названий на честь англійського орнітолога Генрі Сейбома.

## Підвиди
Виділяють два підвиди:
- A. s. simonsi (Sharpe, 1900) — південний захід Еквадору;
- A. s. seebohmi (Taczanowski, 1883) — північний захід Перу.

## Поширення і екологія
Сірощокі заросляки мешкають в сухих тропічних лісах і чагарниках на висоті від 1200 до 2500 м над рівнем моря.